# Północno-zachodnia obwodnica Piotrkowa Trybunalskiego
Północno-zachodnia obwodnica Piotrkowa Trybunalskiego – obwodnica drogowa, pokrywająca się z przebiegiem drogi ekspresowej S8 (E67) oraz autostrady A1 (E75). Wybudowana w latach 1972 – 1976 podczas budowy trasy szybkiego ruchu Warszawa – Katowice, nazywanej również Gierkówką, łączącej Warszawę z Górnym Śląskiem. Do połowy lat 80. częściowo poprowadzono nią drogę międzynarodową E16. Jest to droga dwujezdniowa, północny fragment posiada po dwa pasy ruchu w każdym kierunku, a zachodni fragment posiada po trzy pasy ruchu w każdą stronę, poza odcinkiem wspólnym z trasą nr 74 gdzie do dyspozycji są 4 pasy ruchu.